# Tempête tropicale Arthur (1990)
Pour l’article homonyme, voir Cyclone tropical Arthur.
La tempête tropicale Arthur est le second système tropical de la saison 1990 (en) et le premier à recevoir un nom. Il a donné de fortes pluies et des vents dans la sud des Antilles et a en particulier affecté le déroulement de la Coupe caribéenne des nations 1990.

## Évolution météorologique
Arthur s'est formé le 22 juillet à partir d'une onde tropicale à mi-chemin entre les Petites Antilles et Cape Verde. Après une intensification lente, le système est devenu une tempête tropicale le 24 juillet. Le 25, la tempête traverse les îles du Vent (Antilles) et touche la côte à Tobago,. 
Une fois dans la mer des Caraïbes, Arthur a presque atteint le stade d'ouragan mais le cisaillement des vents en altitude a commencé à l'affaiblir. Le 27 juillet, le système était reclassé dépression tropicale et plus tard ce même jour, le images du satellite météorologique et une reconnaissance aérienne ont montré qu’Arthur n'était plus qu'une onde tropicale à 209,2 km au sud-est de Kingston (Jamaïque).

## Préparatifs et impact
Peu après être devenu une tempête tropicale le 24 juillet, des alertes cycloniques ont été lancées pour Trinidad, Tobago et la Grenade. Six heures plus tard, elles ont été étendues aux Grenadines. Le 26 juillet, les alertes étaient déplacées vers Hispaniola et Porto Rico mais le tout fut annulé quand Arthur est redescendu au niveau de dépression tropicale.
Les pluies d’Arthur ont causé des glissements de terrain à Tobago, ainsi que le bris d'un pont. Les services d'eau potable et d'électricité ont également été affectés. À la Grenade, deux ponts ont été endommagés, l'électricité et le téléphone ont été coupés, les récoltes ont été affectées, deux hôtels et des centaines de maisons ont été endommagés. les vents ont atteint 85 km/h.
Passant au sud de Porto Rico, Arthur y donna des quantités de pluies importantes et des vents forts ainsi qu'à Hispaniola